# موتو جی (۲۰۲۱)

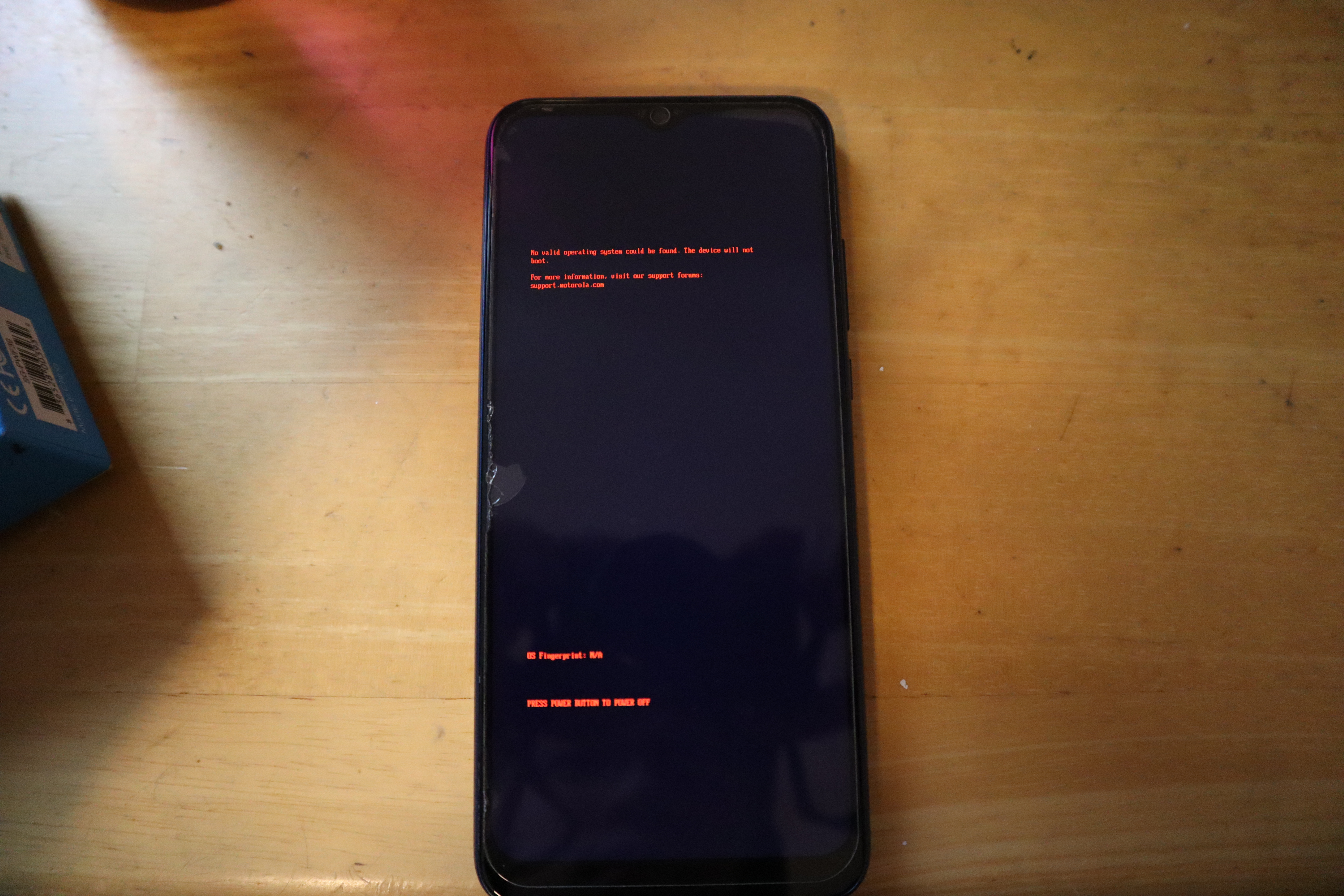
موتورولا موتو جی

موتو جی ۲۰۲۱ (به انگلیسی: Moto G 2021) یک تلفن هوشمند مبتنی بر اندروید از سری موتو جی است که توسط موتورولا موبیلیتی، شرکت تابعهٔ لنوو تولید شده‌است.

## مشخصات
برخی از مشخصات بسته به کشور یا اپراتور سفارش دهنده متفاوت است.
|                       | جی پلی | جی پاور | جی استایلوس |        |
| --------------------- | --- | --- | --- | ------ |
| شمارهٔ مدل             | | | XT2115 |        |
| تاریخ عرضه            | ژانویه ۲۰۲۱ | ژانویه ۲۰۲۱ | ژانویه ۲۰۲۱ |        |
| سیستم عامل            | اندروید ۱۰ | اندروید ۱۰ | اندروید ۱۰ |        |
| اندازهٔ نمایشگر        | ۶٫۵ اینچ | ۶٫۶ اینچ | ۶٫۸ اینچ |        |
| رزلوشن نمایشگر        | HD+ 720 x ۱۶۰۰ پیکسل (۲۰:۹ در 270 ppi) | HD+ 720 x ۱۶۰۰ پیکسل (۲۰:۹ لر 266 ppi) | FHD+ 1080 x ۲۴۰۰ پیکسل (۲۰:۹ در 386 ppi) |        |
| نسبت نمایشگر به بدنه  | ۸۰٫۶٪ | ۸۳٫۸٪ | ۸۴٫۸٪ |        |
| تکنولوژی نمایشگر      | IPS LCD لمسی خازنی | IPS LCD لمسی خازنی | IPS LCD لمسی خازنی |        |
| بریدگی دوربین سلفی    | ناچ | حفره | حفره |        |
| چیپست                 | کوالکام اسنپ‌دراگون ۴۶۰ (۱۱ نانومتری) | کوالکام اسنپ‌دراگون ۶۶۲ (۱۱ نانومتری) | کوالکام اسنپ‌دراگون ۶۷۸ (۱۱ نانومتری) |        |
| سی‌پی‌یو                | 4x1.8 GHz Kryo 240 Gold & 4x1.6 GHz Kryo 240 Silver                                                                                            | 4x2.0 GHz Kryo 260 Gold & 4x1.8 GHz Kryo 260 Silver | 2x2.2 GHz Kryo 460 Gold & 6x1.7 GHz Kryo 460 Silver |        |
| گرافیک                | آدرنو ۶۱۰ | آدرنو ۶۱۰ | آدرنو ۶۱۲ |        |
| رم                    | ۳ گیگابایت | ۳ یا ۴ گیگابایت | ۴ گیگابایت |        |
| حافظهٔ داخلی           | ۳۲ گیگابایت | ۳۲ یا ۶۴ گیگابایت | ۱۲۸ گیگابایت |        |
| کارت‌حافظه             | microSDXC، قابل ارتقا تا ۵۱۲ گیگابایت | microSDXC، قابل ارتقا تا ۵۱۲ گیگابایت | microSDXC، قابل ارتقا تا ۵۱۲ گیگابایت |        |
| وای‌فای                | Wi-Fi 802.11 a/b/g/n/ac and dual band support                                                                                                  | Wi-Fi 802.11 a/b/g/n/ac and dual band support | Wi-Fi 802.11 a/b/g/n/ac and dual band support |        |
| بلوتوث                | 5.0, A2DP, LE | 5.0, A2DP, LE | 5.0, A2DP, LE |        |
| ان‌اف‌سی                | خیر | خیر | خیر |        |
| جی‌پی‌اس                | بله | بله | بله |        |
| حسگر اثر انگشت        | بله، در پشت | بله، در کنار | بله، در کنار |        |
| دوربین عقب            | ۱۳ مگاپیکسل (لنز واید، ۱/۳٫۱ اینچ سایز سنسور، ۱٫۱۲ میکرومتر سایز پیکسل، f/2.0، فوکوس خودکار با تشخیص فاز)، ۲ مگاپیکسل (سنسور تشخیص عمق، f/2.4) | ۴۸ مگاپیکسل (لنز واید، ۱/۲٫۰ اینچ سایز سنسور، ۰٫۸ میکرومتر سایز پیکسل، f/1.7، فوکوس خودکار با تشخیص فاز)، ۲ مگاپیکسل (لنز ماکرو، f/2.4)، ۲ مگاپیکسل (دوربین تشخیص عمق، f/2.4) | ۴۸ مگاپیکسل (لنز واید ۲۶ میلی‌متری، ۱/۲٫۰ اینچ سایز سنسور، ۰٫۸ میکرومتر سایز پیکسل، f/1.7، فوکوس خودکار با تشخیص فاز)، ۸ مگاپیکسل (لنز اولترا واید با پوشش ۱۱۸ درجه، ۱/۴٫۰ اینچ سایز سنسور، ۱٫۱۲ میکرومتر سایز پیکسل، f/2.2)، ۲ مگاپیکسل (لنز ماکرو، f/2.2)، ۲ مگاپیکسل (دوربین مخصوص تشخیص عمق، f/2.4) |        |
| ضبط ویدئوی دوربین عقب | 1080p@30/60fps | 1080p@30/60fps | 4K@30fps or 1080p@30/60fps |        |
| فلش دوربین            | ال‌ئی‌دی | ال‌ئی‌دی | ال‌ئی‌دی | ال‌ئی‌دی |
| دوربین جلو            | ۵ مگاپیکسل | ۸ مگاپیکسل | ۱۶ مگاپیکسل |        |
| صدا                   | بلندگوی مونو، جک ۳٫۵ میلی‌متری هندزفری | بلندگوی مونو، جک ۳٫۵ میلی‌متری هندزفری | بلندگوی مونو، جک ۳٫۵ میلی‌متری هندزفری |        |
| باتری                 | باتری غیرقابل تعویض لیتیوم پلیمری با ظرفیت ۵۰۰۰ میلی‌آمپر ساعت                                                                                  | باتری غیرقابل تعویض لیتیوم پلیمری با ظرفیت ۵۰۰۰ میلی‌آمپر ساعت | باتری غیرقابل تعویض لیتیوم پلیمری با ظرفیت ۴۰۰۰ میلی‌آمپر ساعت |        |
| شارژر                 | یواس‌بی سی، ۱۰ وات | یواس‌بی سی، ۱۵ وات توربو پاور | یواس‌بی سی، ۱۰ وات |        |
| میزان دادهٔ یواس‌بی     | یواس‌بی ۲٫۰ | یواس‌بی ۲٫۰ | یواس‌بی ۲٫۰ |        |
| ابعاد                 | 166.6 x 76 x ۹٫۴ میلی‌متر | 165.3 x 75.9 x ۹٫۵ میلی‌متر | 169.8 x 77.9 x ۹ میلی‌متر |        |
| وزن                   | ۲۰۴ گرم | ۲۰۷ گرم | ۲۱۳ گرم |        |
| رنگ‌بندی               | آبی | خاکستری، نقره‌ای | سیاه، سفید |        |